# Siphona picturata
Siphona picturata là một loài ruồi trong họ Tachinidae.